# Александр (Хопёрский)
Епи́скоп Алекса́ндр (эст. piiskop Aleksander; в миру Александр Хопёрский, эст. Aleksander Hopjorski; род. 23 августа 1964, Выру) — архиерей Эстонской апостольской православной церкви в юрисдикции Константинопольского патриархата; епископ Пярнуский и Сааремааский (с 2009).
Тезоименитство — 23 ноября (благоверного князя Александра Невского).

## Биография
Родился 23 августа 1964 года в городе Выру, где в 1981 году окончил среднюю школу.
С 1982 по 1983 годы обучался в Тартуском университете на факультете физкультуры. С 1983 по 1985 годы служил в рядах Советской армии.

### Церковное служение
8 марта 1998 года был пострижен во чтеца, а 7 декабря 1998 года хиротонисан во диакона.
10 декабря 2000 года епископом Йоенсууйским Пантелеимоном (Сархо) был хиротонисан во пресвитера и служил на приходах Сошествия Святого Духа в Сетомаа и Иоанновском приходе в Меекси.
С 2002 по 2006 годы обучался в Свято-Платоновской духовной семинарии в городе Таллине (ЭАПЦ).

### Епископское служение
12 июня 2008 года Совет Эстонской апостольской православной церкви избрал его кандидатом для рукоположения в епископский сан.
В октябре 2008 года возведён в сан архимандрита.
21 октября 2008 года решением Священного Синода Константинопольского патриархата был избран для рукоположения в сан епископа Пярну и Сааремаа.
12 января 2009 года в кафедральном Преображенском соборе города Пярну был хиротонисан во епископа Пярнуского и Сааремааского. Хиротонию совершили: митрополит Стефан (Хараламбидис), митрополит Никейский Иоанн (Ринне), митрополит Деркский Константин (Харисиадис), митрополит Элассонский Василий (Колокас), митрополит Сисанийский и Сьятистский Афанасий (Яннусас), митрополит Оулусский Пантелеимон (Сархо), митрополит Димитриадский и Алмирский Игнатий (Георгакопулос), епископ Синопский Афинагор (Пекстадт), епископ Месаорийский Григорий (Хадзиураниу), епископ Тартуский Илия (Ояперв).